# Proiezione conica equidistante

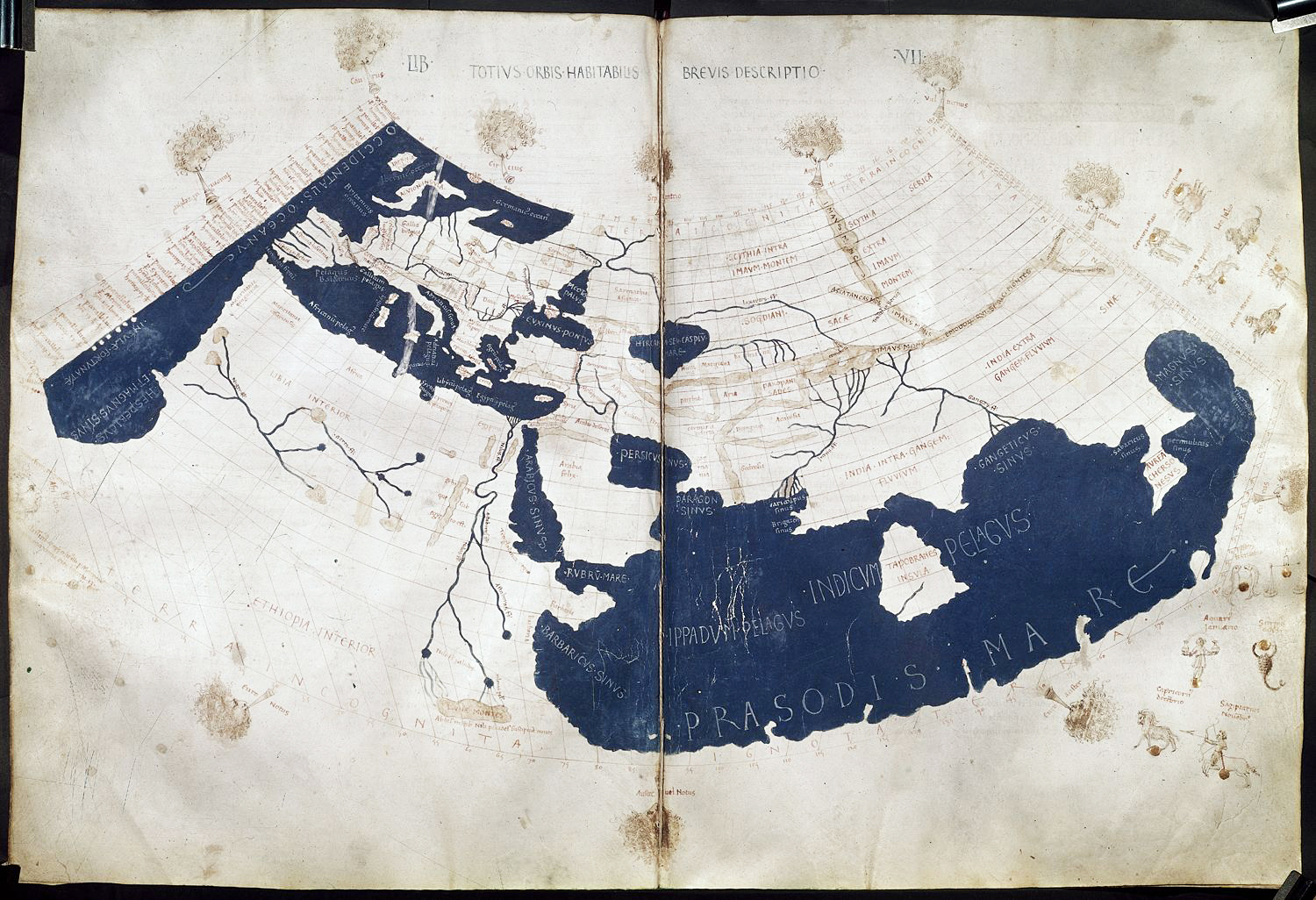
Carta tolemaica basata sulla proiezione conica equidistante

La proiezione conica equidistante è una proiezione cartografica di sviluppo conica elaborata sin dall'antichità classica, ed in effetti corrisponde alla prima proiezione proposta da Tolomeo. La forma definitiva della proiezione fu raggiunta dal cartografo francese  Guillaume Delisle nel 1745.
La proiezione conica equidistante ha l'utile proprietà che le distanze lungo i meridiani sono conservate in proporzione. Anche le distanze lungo i due paralleli "standard"  scelti dal cartografo per costruire la carta, sono conservate in modo proporzionale ed i due paralleli sono privi di distorsioni.
Questa proiezione è spesso utilizzata per rappresentare aree geografiche allungate in senso est-ovest, e i paralleli "standard" sono scelti a un sesto dal margine meridionale e a un sesto dal margine settentrionale dell'area da rappresentare. In questo modo la distorsione è minimizzata nella regione che interessa.

## Formule

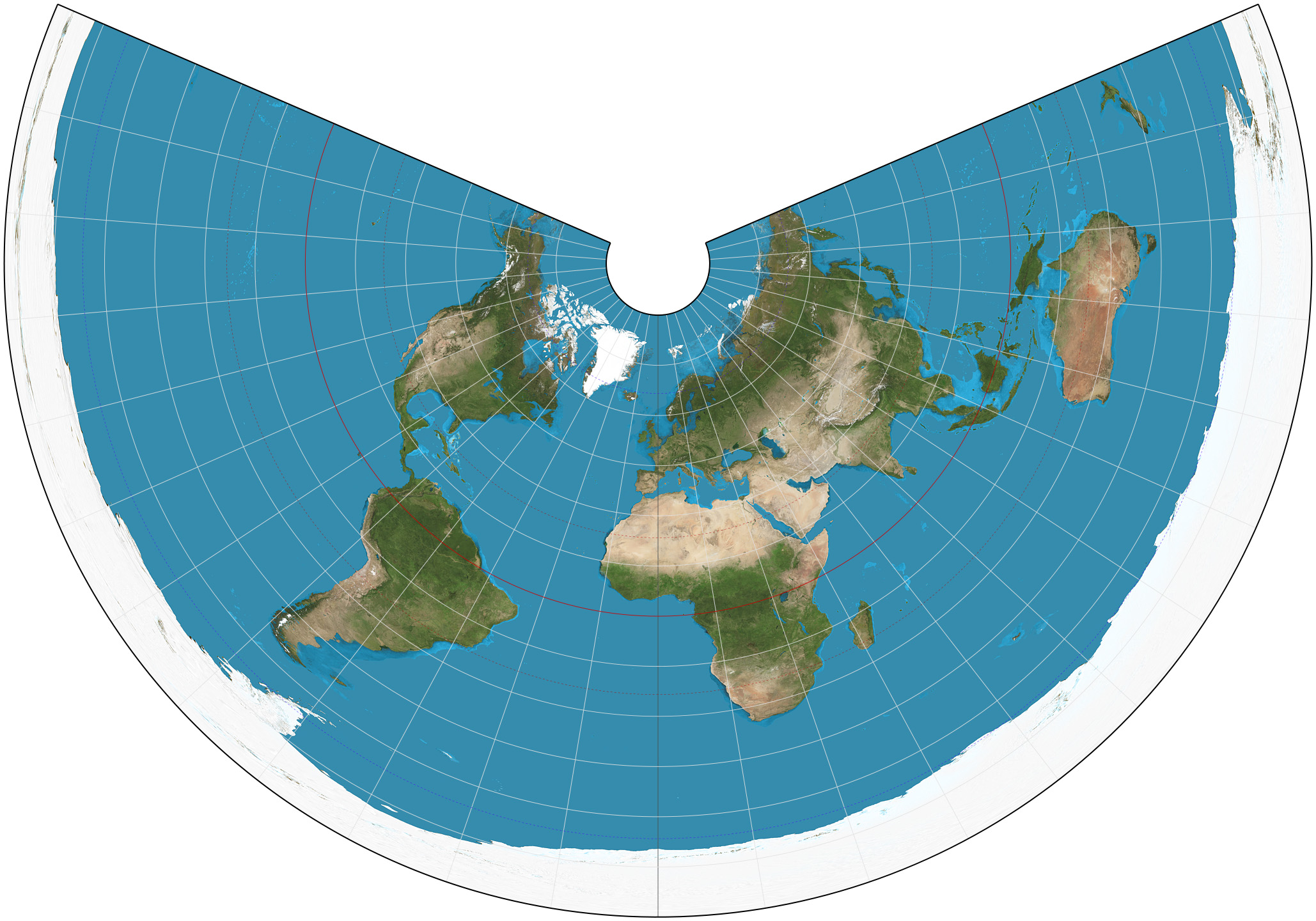
Il mondo rappresentato con la proiezione conica equidistante. Sono stati scelti come paralleli "standard" il 20°N e il 60°N

In questa proiezione si stabilisce un punto "assiale" sulla superficie della sfera, corrispondente alla direzione dell'asse del cono. Nella descrizione che segue ci si riferisce alla Terra e il punto "assiale" è il Polo Nord, tuttavia mutatis mutandis il discorso vale anche per un'altra sfera e/o per un altro punto "assiale".
Con:
- r la distanza sulla carta dal centro dell'arco di cerchio
- R il raggio terrestre
- α l'angolo inscritto espresso in radianti che insiste sull'arco che va da un punto sulla Terra al punto "assiale", cioè la distanza sulla Terra divisa per R (quando il Polo Nord viene scelto come punto "assiale", indicando con {\displaystyle \beta \,} la latitudine espressa in radianti, vale: {\displaystyle \alpha ={\frac {\pi }{2}}-\beta }).
- s la scala lungo il raggio[3], che è allo stesso tempo la scala lungo i paralleli standard.
- n il numero di gradi sessagesimali (generalmente compreso fra 0 e 1) in cui viene raffigurato sulla carta un grado di longitudine sferica; l'intera carta sarà costituita perciò da un settore circolare di 360 n gradi
- {\displaystyle r_{0}} il raggio sulla carta dell'arco di cerchio che rappresenta il Polo Nord:

{\displaystyle n={\frac {\sin \alpha _{1}-\sin \alpha _{2}}{\alpha _{1}-\alpha _{2}}}}
{\displaystyle r_{0}=Rs({\frac {\sin \alpha _{1}}{n}}-\alpha _{1})=Rs({\frac {\sin \alpha _{2}}{n}}-\alpha _{2})=Rs{\frac {\alpha _{1}\sin \alpha _{2}-\alpha _{2}\sin \alpha _{1}}{\alpha _{1}-\alpha _{2}}}}
{\displaystyle r=r_{0}+Rs\alpha }
Il raggio dell'arco di cerchio sulla carta che rappresenta il Polo Sud è quindi:
{\displaystyle r=r_{0}+\pi Rs}

## Casi limite
Quando entrambi i paralleli "standard" coincidono con il Polo Nord abbiamo la proiezione azimutale equidistante. Al limite abbiamo n = 1 e {\displaystyle r_{0}=0}.
Quando i paralleli "standard" abbiano lo stesso grado di latitudine, ma uno Nord e l'altro Sud, abbiamo la  proiezione cilindrica equidistante al limite perciò n va a 0 e {\displaystyle r_{0}} a infinito, e abbiamo y come coordinata parallela all'asse del cilindro:
{\displaystyle y=Rs\beta }